# Parasite Inc.
Parasite Inc. ist eine deutsche Melodic-Death-Metal-Band aus Aalen, die seit 2007 aktiv ist.

## Geschichte
Die Wurzeln der Band gehen zurück bis ins Jahr 2006, als sich Gitarrist Kai Bigler und Schlagzeuger Benjamin Stelzer entschlossen, eine Band zu gründen. Mit Benedikt Grubauer (Gitarre) und Patrick Hauf (Bass) wurde die Besetzung 2007 vervollständigt und Parasite Inc. als Bandname gewählt. In den ersten zwei Jahren wurden Lieder für ein erstes Album geschrieben und diverse Konzerte gespielt. Darunter Clubshows mit Hackneyed, Akrea, Bleeding Red oder Apophis sowie ein Auftritt auf dem Was-Soll-Death-Festival mit Heaven Shall Burn, Excrementory Grindfuckers und Eisregen.
Ende 2009 wurde das bisherige Songmaterial in Eigenregie aufgenommen und im Frühjahr 2010 als selbstbetiteltes Demo-Album veröffentlicht. Das Mixing wurde von Hendrik Kröger (Syranic) übernommen, das Mastering von Benjamin Stelzer. Zu dieser Zeit verließ Patrick Hauf die Band und es wurde in Sebastian Schmid (ex-Shattered) Ersatz gefunden. Das Demo wurde von der Presse sehr gut aufgenommen und bekam hohe Bewertungen, weshalb die CD schnell ausverkauft war. Im selben Jahr wurden die Band unter über 2.000 Bewerbern ausgewählt, im Rahmen des New Blood Awards auf dem Summer-Breeze-Festival zu spielen.
In den folgenden zwei Jahren wurden viele weitere Konzerte gespielt (unter anderem mit Hatesphere, The Sorrow, Soulbound, Bloodspot). Im Sommer 2011 verließ Benedikt Grubauer die Band. Als neuer Gitarrist kam Kevin Sierra (ex-Hackneyed) dazu. 2012 wurde ein Plattenvertrag mit dem Label Good Damn Records (inzwischen Rebel Tune Records) unterschrieben und neben weiteren Liedern die Songs des Demo-Albums erneut eingespielt. Diesmal wurde das Mixing von der Band übernommen, während Jens Bogren (Fascination Street Studios) das Album masterte. Während der Aufnahmen verließ Sebastian Schmid die Band. Neuer Bassist wurde Stefan Krämer (Skeleton Pit, ex-Torment Tool).
Time Tears Down wurde am 2. August 2013 über Good Damn Records veröffentlicht. Das Album wurde von der Fachpresse mit sehr guten Kritiken ausgezeichnet und erreichte in den offiziellen deutschen Metal-Rock-Charts Platz 26, wo es sich mehrere Wochen in den Top 30 hielt. Zum Lied The Pulse of the Dead wurde ein Video-Clip gedreht, der insbesondere auf Youtube sehr erfolgreich war. Ende des Jahres verließ Kevin Sierra die Band, woraufhin sein Platz von Dominik Sorg übernommen wurde. 2014 folgten Auftritte auf diversen Festivals, unter anderem auf dem Out-and-Loud-Festival, Rock am Härtsfeldsee und dem Metal4-Splash. In den folgenden Jahren spielt die Band eine Vielzahl von Konzerten in ganz Europa inklusive des Karmøygeddon Festival in Norwegen und dem Summer Breeze Festival in Deutschland und unterstützte bei Clubshows Szenegrößen wie Children of Bodom, Legion of the Damned, Wolfheart und Insomnium. 2018 haben Parasite Inc. einen Vertrag bei Reaper Entertainment für ihr zweites Studioalbum unterschrieben.
Das Album wurde im bandeigenen Studio sowohl aufgenommen als auch abgemischt. Das Mastering wurde von Aljoscha Sieg (Pitchback Studios) übernommen. Am 17. August 2018 erschien “Dead and Alive” und stieg eine Woche später auf Platz 33 der deutschen Albumcharts ein, was ein großer Erfolg für die Band und das noch junge Label darstellte. Im Zuge der Albumveröffentlichung wurden 2018 und 2019 mehrere Open-Air-Festivals und Club-Shows gespielt. Im Sommer 2019 nahm Lucien Mosesku die Position am Bass ein, nachdem Stefan Krämer die Band verlassen hat. 
Im Jahr 2020 wurde aufgrund der Corona-Pandemie nur ein Streaming-Konzert im Rahmen der “European Metal Festival Alliance” (EMFA) gespielt, welches später auch als Live-Album auf Vinyl durch Reaper Entertainment veröffentlicht wurde.
Ende 2021 wurden die letzten Songs für ein neues Album fertig gestellt. Der Release für das neue Album “Cyan Night Dreams” wurde für Sommer 2022 angekündigt. Aljoscha Sieg übernahm dieses Mal nicht nur das Mastering, sondern auch den Mixing-Prozess. Vorab wurden drei Singles veröffentlicht (“I Am”, “Cyan Night Dreams”, “Follow The Blind”).
“Cyan Night Dreams” erschien am 19. August 2022 bei Reaper Entertainment und wurde mit einer Release Show auf dem Summer Breeze Open Air gefeiert. Eine Woche später stieg das Album auf Platz 20 der deutschen Albumcharts ein, welches die bis dato höchste Chartplatzierung der Band darstellt.

## Stil
Der Stil wird von Band und Musikpresse dem Melodic Death Metal zugeordnet. Die Spielweise ist geprägt von der schnellen und harten Rhythmik des Death Metals, durchsetzt und unterbrochen vom melodischen Gitarrenspiel des klassischen Heavy Metals. Außerdem werden auch immer wieder elektronische und Industrial-Elemente verwendet. Sänger Kai Bigler verwendet auf den ersten beiden Alben ausschließlich Growls und Screams. Mit dem dritten Album kamen auch Clean Vocals hinzu.

## Diskografie

### Alben
- 2013: Time Tears Down (Good Damn Records)[6]
- 2018: Dead and Alive (Reaper Entertainment)
- 2022: Cyan Night Dreams (Reaper Entertainment)

### Live-Alben
- 2020: Live at the EMFA (Reaper Entertainment)

### Demos
- 2007: Demo
- 2010: Parasite Inc.

### Singles
- 2011: Function or Perish
- 2013: Deadlife
- 2018: Headfuck Rollercoaster
- 2018: Once and for All
- 2019: Cold Silent Hell (Orchestral Single)
- 2022: I Am
- 2022: Cyan Night Dreams
- 2022: Follow the Blind

## Belege
1. 1 2  Biographie (Memento des Originals vom 17. Oktober 2013 im Internet Archive)  Info: Der Archivlink wurde automatisch eingesetzt und noch nicht geprüft. Bitte prüfe Original- und Archivlink gemäß Anleitung und entferne dann diesen Hinweis., abgerufen am 1. Mai 2014
2. ↑  Was Soll Death Festival (Memento des Originals vom 2. Mai 2014 im Internet Archive)  Info: Der Archivlink wurde automatisch eingesetzt und noch nicht geprüft. Bitte prüfe Original- und Archivlink gemäß Anleitung und entferne dann diesen Hinweis., abgerufen am 1. Mai 2014
3. ↑  Releases (Memento des Originals vom 17. Oktober 2013 im Internet Archive)  Info: Der Archivlink wurde automatisch eingesetzt und noch nicht geprüft. Bitte prüfe Original- und Archivlink gemäß Anleitung und entferne dann diesen Hinweis., abgerufen am 1. Mai 2014
4. ↑  Rezensionen (Memento des Originals vom 2. Mai 2014 im Internet Archive)  Info: Der Archivlink wurde automatisch eingesetzt und noch nicht geprüft. Bitte prüfe Original- und Archivlink gemäß Anleitung und entferne dann diesen Hinweis., abgerufen am 1. Mai 2014
5. ↑  Summer Breeze 2010 (Memento des Originals vom 26. Juni 2014 im Internet Archive)  Info: Der Archivlink wurde automatisch eingesetzt und noch nicht geprüft. Bitte prüfe Original- und Archivlink gemäß Anleitung und entferne dann diesen Hinweis., abgerufen am 1. Mai 2014
6. 1 2  Rebel Tune Records, abgerufen am 1. Mai 2014
7. ↑  Rezension Metal Hammer, abgerufen am 1. Mai 2014
8. ↑  Rezension Legacy Magazin (Memento des Originals vom 21. Oktober 2013 im Internet Archive)  Info: Der Archivlink wurde automatisch eingesetzt und noch nicht geprüft. Bitte prüfe Original- und Archivlink gemäß Anleitung und entferne dann diesen Hinweis., abgerufen am 1. Mai 2014
9. ↑  Rock-Metal-Charts, abgerufen am 1. Mai 2014
10. ↑  Videoclip „The Pulse Of The Dead“, abgerufen am 1. Mai 2014
11. ↑  Out-And-Loud-Festival, abgerufen am 1. Mai 2014
12. ↑  Rock am Härtsfeldsee, abgerufen am 1. Mai 2014
13. ↑  Metal4Splash (Memento des Originals vom 2. Mai 2014 im Internet Archive)  Info: Der Archivlink wurde automatisch eingesetzt und noch nicht geprüft. Bitte prüfe Original- und Archivlink gemäß Anleitung und entferne dann diesen Hinweis., abgerufen am 1. Mai 2014
14. ↑  Karmøygeddon Metal Festival. Abgerufen am 5. April 2018 (norwegisch).
15. ↑  PARASITE INC. | Summer Breeze. In: Summer Breeze. 26. Februar 2016 (summer-breeze.de [abgerufen am 5. April 2018]).
16. ↑  FR 27.11. CHILDREN OF BODOM • SYLOSIS • PARASITE Inc. • GEISELWIND. Abgerufen am 5. April 2018.
17. ↑  Konzert von Legion Of The Damned, Wolfheart, Parasite Inc., Zatokrev, Karmageddon @ Schüür, Luzern (Samstag, 27. September 2014) – metalgigs.ch: Metal-Konzerte in der Schweiz. Abgerufen am 5. April 2018.
18. ↑  Insomnium, Parasite Inc., Age of the Sun - Metalinside. In: Metalinside. 15. Februar 2018 (metalinside.ch [abgerufen am 5. April 2018]).
19. ↑  Bandinfo (Memento des Originals vom 17. Oktober 2013 im Internet Archive)  Info: Der Archivlink wurde automatisch eingesetzt und noch nicht geprüft. Bitte prüfe Original- und Archivlink gemäß Anleitung und entferne dann diesen Hinweis., abgerufen am 1. Mai 2014
20. ↑  Charts DE